# Плахута В'ячеслав Іванович
В'ячесла́в Іва́нович Плахута — майор Збройних сил України.
Кадровий військовик, служив у прикордонних військах. Після закінчення служби працював у банківських структурах. Проживає в місті Дніпро.

## Нагороди
19 липня 2014 року — за особисту мужність і героїзм, виявлені у захисті державного суверенітету та територіальної цілісності України, вірність військовій присязі під час російсько-української війни, відзначений — нагороджений орденом Богдана Хмельницького III ступеня.